# Glabridorsum orbitale
Glabridorsum orbitale är en stekelart som beskrevs av Jonathan 2000. Glabridorsum orbitale ingår i släktet Glabridorsum och familjen brokparasitsteklar. Inga underarter finns listade i Catalogue of Life.